# 甲状腺腫
甲状腺腫（こうじょうせんしゅ、英語: goiter）は、甲状腺の一部、もしくは全体が腫れ大きくなること。甲状腺結節の約85%は良性である。

## 分類
- 結節性甲状腺腫 (thyroid nodule)
- 腺腫様甲状腺腫 (nodular goiter, adenomatous goiter)
- 瀰漫性甲状腺腫 (diffuse goiter)